# Androlepis
Androlepis (лат.) — род растений семейства Бромелиевые (Bromeliaceae), естественно произрастающий на территории Белиза, Коста-Рики, Гватемалы, Гондураса, Никарагуа и Юго-Восточной Мексики.

## Название
Название Androlepis происходит от греческих слов andros — «мужчина» и lepis — «чешуя».

## Ботаническое описание
Крупные эффектные эпифитные травянистые растения с розеточными, шиповато-пильчатыми листьями. Центральный стебель прямой.

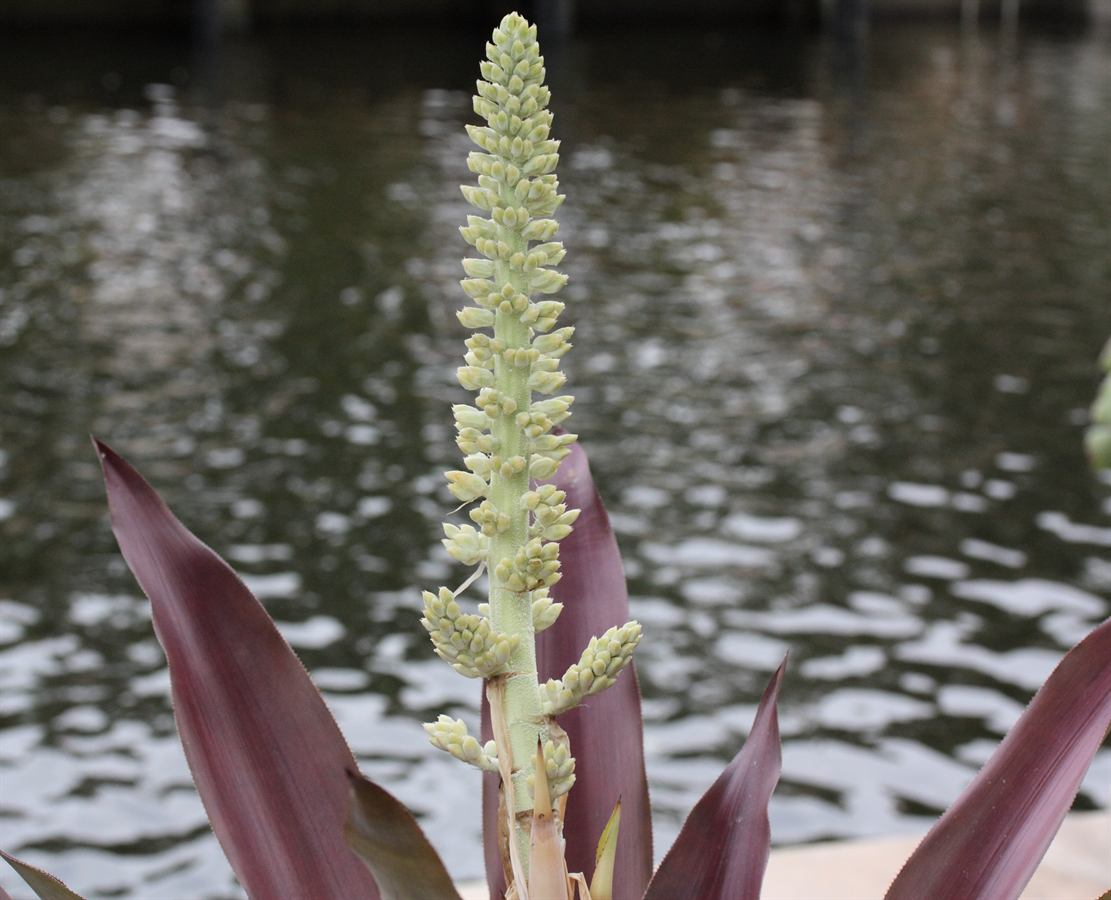
Соцветие

Тип соцветия — сложные многоцветковые колосья. Цветки однополые. Чашелистики свободные, асимметричные, остроконечные. Лепестки короткосросшиеся, голые. Пыльники с двумя листовидными придатками на верхушке. Завязь нижняя. Семяпочки многочисленные, острые.

## Таксономия
Androlepis Brongn. ex Houllet, первое упоминание в Rev. Hort. (Paris) 42: 12 (1870).

### Виды
Согласно данным сайта WFO Plantlist на декабрь 2024 года, род состоит из 3 видов:
- Androlepis fragrans Leme & H.Luther
- Androlepis najarroi Ram.-Díaz & I.Ramírez
- Androlepis skinneri (K.Koch) Brongn. ex Houllet